# Anita Hellström
Anita Hellström (Söderhamn, 13 giugno 1940) è un'ex nuotatrice svedese.
Specializzata nello stile libero, ha partecipato ai Giochi di Melbourne 1956, gareggiando nei 100m sl, nei 400m sl e nella Staffetta 4×100m.